# Podsapieniec
Podsapieniec – część wsi Barcice w Polsce, położona w województwie małopolskim, w powiecie nowosądeckim, w gminie Stary Sącz, położona po obu stronach Przysietnickiego Potoku, na wysokości 330–360 m n.p.m.
Podsapieniec liczy obecnie kilkadziesiąt domów. Przez miejscowość prowadzi główna droga do Przysietnicy.
W latach 1975–1998 Podsapieniec administracyjnie należał do województwa nowosądeckiego.

## Pochodzenie nazwy
Nazwę zawdzięcza pobliskiemu Sapieńcowi, górze wznoszącej się na wysokość 462 m n.p.m. Położony jest pod północnym stokiem tej góry. Swoje miano otrzymał zapewne od ludności zamieszkałej w centrum Barcic, względnie Przysietnicy. W przeciwnym razie, gdyby nazewnictwo „przyszło” np. od strony Rytra, nazywany byłby Zasapieńcem. Do dziś używa się w mowie potocznej nazwy Pod Sapieniec, Pod Sapieńcem, zamiast w Podsapieńcu.

## Historia
W 1846 roku Podsapieniec liczył 4 domy, w tym młyn, prowadzony przez rodzinę Obrzudów. Trzy budynki zlokalizowane były na prawym brzegu potoku, jeden zaś na lewym. Na mapie z tego okresu widać młynówkę, która zaczynała się kilkaset metrów od młyna i stanowiła wówczas prawe ramię Przysietnickiego Potoku. Woda z młynówki napędzała koło młyńskie i zaraz za młynem łączyła się z właściwym potokiem, który sto metrów dalej wpadał do Popradu, stanowiąc jego lewy dopływ.